# Joe McCormack
Joe McCormack (* 1926 in Birr; † 9. September 2010 in Dublin) war ein irischer Radrennfahrer.
1951 wurde Joe McCormack irischer Meister im Straßenrennen des Verbandes N.C.A. 1952 siegte er in der Meisterschaft des Verbandes C.R.E. / N.I.C.F.
1953 belegte er in der Gesamtwertung der Irland-Rundfahrt Rang acht. 1959 nahm er an den Straßen-Weltmeisterschaften in Zandvoort teil.
Nach dem Ende seiner aktiven Radsportlaufbahn war McCormack für den irischen Radsportverband tätig und an der Organisation der Irland-Rundfahrt beteiligt, für die er eine Junioren-Ausgabe initiierte. Er arbeitete im Unternehmen des früheren Radsportkameraden Karl McCarthy, der zu vielen Weltmeisterschaften und Olympischen Spielen reiste und McCormack auf seine Kosten mitnahm. Auch arbeitete er als Trainer und begleitete die irische Mannschaft unter anderem zu den UCI-Straßen-Weltmeisterschaften 1987, bei denen Stephen Roche Weltmeister wurde.
2013 wurde Joe McCormack in die Hall of Fame des irischen Radsportverbandes aufgenommen. Auch seine beiden Söhne, Alan und Paul waren profilierte Radrennfahrer.